# Vezikul

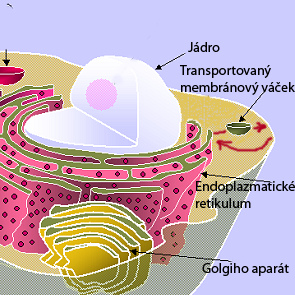
Vezikulární transport v buňce

Vezikul čili transportní váček nebo membránový váček je relativně malá vnitrobuněčná struktura obklopená fosfolipidovou membránou. Úkolem vezikulů je skladovat a transportovat některé složitější organické látky a také je někdy trávit.
Vezikuly vznikají exocytózou ven z cytoplazmatické membrány nebo z jiných organelových membrán (například membrány Golgiho aparátu nebo endoplazmatického retikula). Membrány, které takto vznikají a na určitý čas obklopují obsah vezikulu, nakonec často fúzují s jinou membránou nebo se rozpouštějí.

## Tvorba váčků a jejich transport
Vezikuly vznikají oddělením z jiné membránové struktury, jako je Golgiho aparát, endoplazmatické retikulum nebo cytoplazmatická membrána.

### Výběr molekul nákladu
Do vznikajícího váčku se cíleně shromažďují molekuly nákladu pomocí transmembránového proteinu adaptinu, na kterém jsou navázány proteiny selektivně vážící molekuly nákladu, zvané „receptory nákladu“.

### Vytvoření pláště

Vznik vezikulu z cytoplazmatické membrány při pinocytóze

Váčky jsou pokryty proteiny, které určí jejich cíl. Klathrinové váčky jsou nejběžnější a nejlépe prozkoumané, přenášejí molekuly mezi Golgiho komplexem a endozomy, Golgiho komplexem a plazmatickou membránou a mezi membránou a endozomy. Jejich odškrcení umožňuje GTPáza dynamin.

## Nobelova cena
Za objevy mechanizmu regulujícího vezikulární transport v lidských buňkách obdrželi američtí buněční biologové James E. Rothman a Randy W. Schekman spolu s německým biochemikem Thomasem C. Südhofem Nobelovu cenu za fyziologii nebo lékařství pro rok 2013.